# 呉偃
呉 偃（朝鮮語: 오언）は、高麗の将軍であり、朝鮮氏族の羅州呉氏の始祖である。
新羅智証王時代に中国から新羅に渡来した呉瞻を先祖に持ち、高麗時代に中郎将を務めた。
呉偃の5代子孫の呉自治は李氏朝鮮の世祖時代に羅城君に封じられた。